# Excalibur Cars
Excalibur Cars war ein britischer Hersteller von Automobilen.

## Unternehmensgeschichte
Clive Clark gründete  das Unternehmen in West Looe in der Grafschaft Cornwall. Er begann mit der Produktion von Automobilen und Kits. Der Markenname lautete Excalibur. 1996 endete die Produktion. Insgesamt entstanden etwa 32 Exemplare.

## Fahrzeuge
Das einzige Modell war der Crusader. Er ähnelte dem Bonito. Der Prototyp basierte auf dem Fahrgestell vom VW Käfer. Die Serienmodelle hatten einen speziellen Stahlrahmen. Die Karosserie bestand aus Fiberglas. Zunächst stand nur ein Coupé mit 2 + 2 Sitzen im Angebot. 1992 folgte eine offene Version. Vierzylindermotoren ab 1300 cm³ Hubraum und Sechszylindermotoren bis 2900 cm³ Hubraum von Ford trieben die Fahrzeuge an. Ab 1992 war auch der V8-Motor von Rover erhältlich. Der Bausatz kostete umgerechnet etwa 15.900 DM.